# Бедбург-Гау
Бедбург-Гау (нім. Bedburg-Hau) — громада в Німеччині, знаходиться в землі Північний Рейн-Вестфалія. Підпорядковується адміністративному округу Дюссельдорф. Входить до складу району Клеве.
Площа — 61,29 км2. Населення становить 12 973 ос. (станом на 31 грудня 2020).